# Европрајд
Европрајд је паневропски међународни ЛГБТ+ догађај који се сваке године одржава у другом европском граду. Град домаћин је обично онај који има установљену традицију одржавања параде поноса или јаку ЛГБТ+ заједницу. Приликом избора домаћина у обзир се узима искуство организатора, политички значај догађаја за регион и ниво пријатељске настројености града према ЛГБТ+ популацији.
Лиценца за Европрајд је у власништву Европске асоцијације организатора прајдова (ЕПОА), кровне организације за све организаторе парада поноса у Европи. Организације чланови доносе одлуку о избору града домаћина.
Европрајд је први пут организован у Лондону 1992. године на којем је према проценама присуствовало више од 100.000 људи. Од тада наставља да расте и по броју учесника и политичком значају, мада не увек истовремено. У Паризу, 1997. године, преко 300.000 људи марширало је до Бастиље, док је 2011. године, у Риму, око милион људи присуствовало церемонији поноса. Мањи Европрајд се одржао у Варшави где је 10.000 људи, упркос протестима, прошетало главним градским улицама што се показало као кључна тачка за ЛГБТ права у Пољској. Године 2015, Европрајд је по први пут одржан у некој бившој совјетској републици, тачније Риги, главном граду Летоније.
Европска асоцијација организатора прајдова је донела одлуку да сваки Светски прајд који буде организован у Европи аутоматски носи назив и Европрајд тако да у истој години не постоје два међународна догађаја ЛГБТ поноса у Европи. Године 2017, Светски прајд је одржан у Мадриду, 2021. године у Копенхагену, 2022. године у Београду од 12. до 18. септембра, 2023. године у Валети.
| Редни број | Година | Локација            | Слоган                                                        | Датум                      |
| ---------- | ------ | ------------------- | ------------------------------------------------------------- | -------------------------- |
| 1.         | 1992.  | Лондон              | . . . . .                                                     | . . . . .                  |
| 2.         | 1993.  | Берлин              | . . . . .                                                     | . . . . .                  |
| 3.         | 1994.  | Амстердам           | . . . . .                                                     | . . . . .                  |
| -          | 1995.  | није одржан         | . . . . .                                                     | . . . . .                  |
| 4.         | 1996.  | Копенхаген          | . . . . .                                                     | . . . . .                  |
| 5.         | 1997.  | Париз               | . . . . .                                                     | . . . . .                  |
| 6.         | 1998.  | Стокхолм            | . . . . .                                                     | . . . . .                  |
| -          | 1999   | није одржан         | . . . . .                                                     | . . . . .                  |
| 7.         | 2000.  | Рим                 | У прајд ми верујемо                                           | Од 1. до 8. јула           |
| 8.         | 2001.  | Беч                 | . . . . .                                                     | . . . . .                  |
| 9.         | 2002.  | Келн                | Келн слави различитост                                        | Од 15. јуна до 7. јула     |
| 10.        | 2003.  | Манчестер           | . . . . .                                                     | . . . . .                  |
| 11.        | 2004.  | Хамбург             | Љубав разбија границе                                         | Од 4. до 13. јуна          |
| 12.        | 2005.  | Осло                | . . . . .                                                     | Од 18. до 27. јуна         |
| 13.        | 2006.  | Лондон              | . . . . .                                                     | . . . . .                  |
| 14.        | 2007.  | Мадрид              | Европо, једнакост је могућа                                   | Од 22. јуна до 2. јула     |
| 15.        | 2008.  | Стокхолм            | Шведски грех - померање граница                               | Од 25. јула до 3. августа  |
| 16.        | 2009.  | Цирих               | Прослављамо 40 година са поносом                              | Од 2. маја до 7. јуна      |
| 17.        | 2010.  | Варшава             | Слобода, једнакост, толеранција!                              | Од 7. до 17. јула          |
| 18.        | 2011.  | Рим                 | Сагради свој понос                                            | Од 2. до 12. јуна          |
| 19.        | 2012.  | Лондон              | . . . . .                                                     | Од 23. јуна до 8. јула     |
| 20.        | 2013.  | Марсеј              | Европа у маршу за једнакост                                   | Од 10. до 20. јула         |
| 21.        | 2014.  | Осло                | . . . . .                                                     | Од 20. до 29. јуна         |
| 22.        | 2015.  | Рига                | Буди промена! Направи историју! Мењање историје је хот!       | Од 15. до 21. јуна         |
| 23.        | 2016.  | Амстердам           | Придружи се нашој слободи, буди слободан да нам се придружиш! | Од 26. јула до 7. августа  |
| 24.        | 2017.  | Мадрид              | За ЛГБТИ права у целом свету                                  | Од 23. јуна до 2. јула     |
| 25.        | 2018.  | Стокхолм и Гетеборг | Два града, један фестивал - за уједињену Европу               | Од 27. јула до 19. августа |
| 26.        | 2019.  | Беч                 | Визије Прајда (поноса)                                        | Од 1. до 16. јуна          |
| 27.        | 2020.  | Солун               | Добро дошли у будућност којој свако може да се придружи       | Од 20. до 28. јуна         |
| 28.        | 2021.  | Копенхаген          | Ти си укључен                                                 | Од 12. до 22. августа      |
| 29.        | 2022.  | Београд             | Време је                                                      | Од 12. до 18. септембра    |
| 30.        | 2023.  | Валета              | Једнакост из срца                                             | Од 7. до 17. септембра     |
| 31.        | 2024.  | Солун               |                                                               |                            |